# Inspiral Carpets
Az Inspiral Carpets egy 1983-ban alapított angol indie rock együttes Oldhamből, egyik úttörő zenekara volt a 80-as évek vége és a 90-es évek eleje között virágzó Madchester mozgalomnak.

## Diszkográfia
- Life  (1990)
- The Beast Inside  (1991)
- Revenge of the Goldfish  (1992)
- Devil Hopping  (1994)
- Inspiral Carpets  (2014)

## Fordítás
- Ez a szócikk részben vagy egészben  az   Inspiral Carpets című angol Wikipédia-szócikk fordításán alapul.  Az eredeti cikk szerkesztőit annak laptörténete sorolja fel. Ez a jelzés csupán a megfogalmazás eredetét és a szerzői jogokat jelzi, nem szolgál a cikkben szereplő információk forrásmegjelöléseként.